# Canh bạc nghiệt ngã
Canh bạc nghiệt ngã (tiếng Hàn: 타짜; Romaja: Tajja) là một bộ phin truyền hình Hàn Quốc 2008 với sự tham gia của Jang Hyuk, Han Ye-seul, Kim Min-joon, Kang Sung-yeon, Son Hyun-joo và Kim Kap-soo. Phim được phát sóng trên SBS từ 16 tháng 9 đến 25 tháng 11 năm 2008 vào thứ hai và thứ ba lúc 21:55 gồm 18 tập.
Phim dựa trên manhwa Tajja của Huh Young-man và Kim Se-yeong, và phim live-action 2006 Gái giang hồ.
Tại Việt Nam, phim được TVM Corp. mua bản quyền và phát sóng trên kênh HTV3.

## Phân vai

### Nhân vật chính
- Jang Hyuk vai Kim Goni
- Han Ye-seul vai Lee Nan-sook / Mi-na
- Kim Min-joon vai Young-min
- Kang Sung-yeon vai Madam Jeong
- Son Hyun-joo vai Go Kwang-ryeol
- Kim Kap-soo vai Agwi

### Nhân vật phụ
- Yeo Jin-goo vai Goni hồi nhỏ
- Lee Han-na vai Nan-sook hồi nhỏ
- Im Hyun-sik vai Pyeong Kyeong-jang
- Lee Ki-young vai Kang Dae-ho, ba kế của Goni
- Park Soon-chun vai Soon-im, mẹ của Goni
- Im Ji-kyu vai Sung-chan
- Jang Won-young vai Kye Dong-choon
- Oh Jung-se vai Kwang-tae, anh của Nan-sook
- Kim Ji-young vai dì của Young-min
- Lee So-jung vai Pyeong Yoo-ra
- Ahn Nae-sang vai Myung-soo, ba của Goni
- Kwon Tae-won vai Bool-gom ("Brown Bear")
- Song Jong-ho vai Ahn Se-hoon
- Park Yong-soo vai General Choi
- Shin Seung-hwan vai bạn của Goni
- Seo Dong-soo vai Yong-pal
- Jo Sang-gu vai Jjakgwi
- Baek Chan-ki vai Chief priest Gam
- Bang Kil-seung vai Doksa ("Viper")

## Giải thưởng
2008 SBS Drama Awards
- Excellence Award, Actor in a Special Planning Drama: Jang Hyuk
- Excellence Award, Actress in a Special Planning Drama: Han Ye-seul
- Excellence Award, Supporting Actor in a Special Planning Drama: Son Hyun-joo
- Best Young Actor: Yeo Jin-goo
- Top 10 Stars: Han Ye-seul